# Communauté de communes Comtal Lot et Truyère
La communauté de communes Comtal Lot et Truyère est, à partir du 1er janvier 2017, une communauté de communes française située dans le département de l'Aveyron, en région Occitanie.

## Historique
Cette communauté de communes naît de la fusion, le 1er janvier 2017, de la communauté de communes d'Entraygues-sur-Truyère, de la communauté de communes d'Estaing et de la communauté de communes de Bozouls Comtal. Son siège est fixé à Espalion.

## Territoire communautaire

### Composition
La communauté de communes est composée des 21 communes suivantes :

| Nom                    | Code Insee | Gentilé            | Superficie (km2) | Population (dernière pop. légale) | Densité (hab./km2) |
| ---------------------- | ---------- | ------------------ | ---------------- | --------------------------------- | ------------------ |
| Espalion (siège)       | 12096      | Espalionnais       | 36,6             | 4 607 (2022)                      | 126                |
| Bessuéjouls            | 12027      | Bessuéjoliens      | 11,29            | 223 (2022)                        | 20                 |
| Bozouls                | 12033      | Bozoulais          | 69,69            | 3 006 (2022)                      | 43                 |
| Campuac                | 12049      | Campuacois         | 19,19            | 452 (2022)                        | 24                 |
| Le Cayrol              | 12064      | Cayrolais          | 22,16            | 253 (2022)                        | 11                 |
| Coubisou               | 12079      | Coubisouhels       | 30,95            | 475 (2022)                        | 15                 |
| Entraygues-sur-Truyère | 12094      | Entrayols          | 30,15            | 970 (2022)                        | 32                 |
| Espeyrac               | 12097      | Espeyracois        | 22,28            | 248 (2022)                        | 11                 |
| Estaing                | 12098      | Estagnols          | 16,96            | 507 (2022)                        | 30                 |
| Le Fel                 | 12093      |                    | 24,89            | 192 (2022)                        | 7,7                |
| Gabriac                | 12106      | Gabriaciens        | 25,54            | 558 (2022)                        | 22                 |
| Golinhac               | 12110      | Golhinacois        | 32,41            | 370 (2022)                        | 11                 |
| Lassouts               | 12124      | Lassoutois         | 30,74            | 318 (2022)                        | 10                 |
| La Loubière            | 12131      | Lobiérois          | 28,71            | 1 529 (2022)                      | 53                 |
| Montrozier             | 12157      | Montroziériens     | 46,78            | 1 748 (2022)                      | 37                 |
| Le Nayrac              | 12172      | Nayracois          | 36,57            | 546 (2022)                        | 15                 |
| Rodelle                | 12201      | Rodellois          | 53,43            | 1 097 (2022)                      | 21                 |
| Saint-Côme-d'Olt       | 12216      | Saint-Cômois       | 30,1             | 1 446 (2022)                      | 48                 |
| Saint-Hippolyte        | 12226      | Saint-Hippolytains | 36,87            | 426 (2022)                        | 12                 |
| Sébrazac               | 12265      | Sébrazaciens       | 25,04            | 533 (2022)                        | 21                 |
| Villecomtal            | 12298      | Villecomtalais     | 14,05            | 426 (2022)                        | 30                 |

### Démographie
| 1968   | 1975   | 1982   | 1990   | 1999   | 2009   | 2014   | 2020   |
| ------ | ------ | ------ | ------ | ------ | ------ | ------ | ------ |
| 17 560 | 17 685 | 18 468 | 18 256 | 18 138 | 19 254 | 19 165 | 19 744 |

## Administration

### Siège
Le siège de la communauté de communes est situé à Espalion.

### Élus
Le conseil communautaire de la communauté de communes Comtal Lot et Truyère se compose de 41 conseillers représentant chacune des communes membres et élus pour une durée de six ans.
Ils sont répartis comme suit :
| Nombre de conseillers | Communes                                          |
| --------------------- | ------------------------------------------------- |
| 9                     | Espalion                                          |
| 6                     | Bozouls                                           |
| 3                     | La Loubière, Montrozier                           |
| 2                     | Entraygues-sur-Truyère, Rodelle, Saint-Côme-d'Olt |
| 1 (+ 1 suppléant)     | les 14 autres communes                            |

### Présidence
| Période | Période  | Identité          | Étiquette | Qualité          |
| ------- | -------- | ----------------- | --------- | ---------------- |
| 2017    | 2020     | Jean-Michel Lalle | DVD       | maire de Rodelle |
| 2020    | En cours | Nicolas Bessière  |           | maire de Gabriac |

### Régime fiscal et budget
Le régime fiscal de la communauté de communes est la fiscalité professionnelle unique (FPU).